# De fjorton nödhjälparna

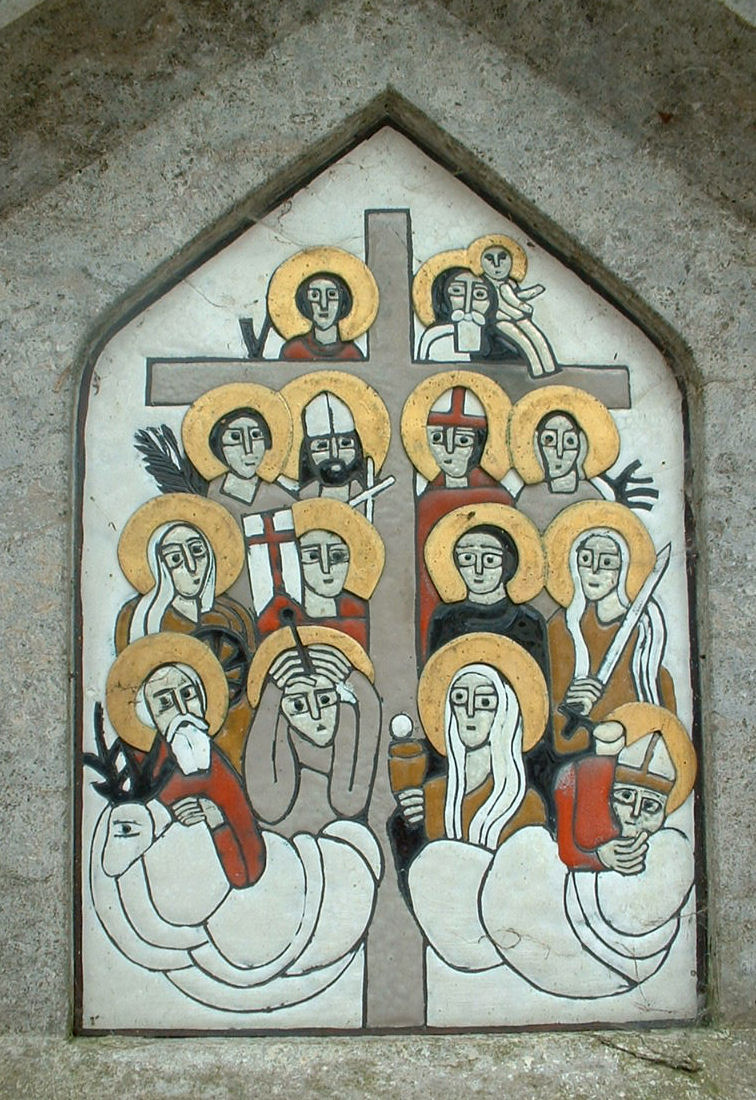
De fjorton nödhjälparna med sina respektive attribut.

Nödhjälpare kallas de fjorton helgon inom romersk-katolska kyrkan som var särskilt åkallade under slutet av medeltiden som hjälp mot olika sjukdomar och olyckor och som ofta framställs tillsammans i konsten. Fastän helgonen länge hade vördats var för sig, har Nothelfer som grupp sin sammansättning från Rhenlandet under 1300-talet. Deras gemensamma festdag är den 8 augusti.
Stommen till de fjorton är tre jungfrur: Sankta Margareta, Sankta Barbara och Sankta Katarina.
De helgon som räknas till de fjorton nödhjälparna kan variera något. Enligt en tradition är de följande:
- Barbara
- Blasius
- Cyriacus av Rom
- Dionysius
- Egidius
- Erasmus
- Eustachius
- Georg/Göran
- Katarina av Alexandria
- Kristoffer
- Margareta
- Pantaleon
- Vitus